# Budapest Challenger 2 2001
Il Budapest Challenger 2 2001 è stato un torneo di tennis facente parte della categoria ATP Challenger Series nell'ambito dell'ATP Challenger Series 2001. Il torneo si è giocato a Budapest in Ungheria dal 10 al 15 settembre 2001 su campi in terra rossa.

## Vincitori

### Singolare
Didac Perez-Minarro ha battuto in finale  Orest Tereščuk con il punteggio di 6–2, 6–3

### Doppio
Oliver Marach /  Jarkko Nieminen hanno battuto in finale  Jurij Ščukin /  Orest Tereščuk con il punteggio di 6–2, 6–2